# Erling Haaland
Erling Braut Haaland (nacido como Håland, pronunciación en noruego: /æɭɪŋ ˈhɔːlɑːnd/; Leeds, Inglaterra, 21 de julio de 2000) es un futbolista noruego que juega de delantero en el Manchester City F. C. de la Premier League de Inglaterra.
Prolífico goleador, es reconocido por su ritmo, fuerza y atléticos movimientos con y sin balón, y es frecuentemente considerado como uno de los mejores delanteros de la actualidad, así como uno de los mejores futbolistas jóvenes del mundo. Fue galardonado con el Golden Boy de 2020, premio al mejor futbolista del fútbol europeo menor de 21 años, y considerado como el Balón de Oro a los jugadores jóvenes del panorama internacional.
Durante la Copa Mundial Sub-20 de la FIFA 2019, ganó la Bota de Oro donde marcó nueve goles en un partido, otro récord, debutó con la selección absoluta de Noruega en septiembre de 2019.

## Trayectoria
Nació en Leeds, Inglaterra, cuando su padre Alf-Inge Håland jugaba para el Leeds United en la Premier League en ese momento. En 2004, a la edad de tres años, se mudó a Bryne, Noruega, la ciudad natal de sus padres. Además de jugar al fútbol desde una edad temprana, participó en varios otros deportes cuando era niño, como balonmano, golf y atletismo. También supuestamente logró un récord mundial en su categoría de edad para el salto de longitud en parada cuando tenía cinco años, con una distancia registrada de 1,63 metros en 2006.

### Inicios en Noruega
Comenzó en la academia del Bryne FK a la edad de cinco años. En una entrevista, el exentrenador juvenil de Haaland, Alf Ingve Berntsen, habló sobre su talento:

“Vi a Erling por primera vez cuando tenía cinco años, cuando se incorporó a un entrenamiento en interior con un grupo un año mayor... Sus dos primeros toques dieron lugar a goles. Estuvo muy, muy bien desde el primer momento, aunque no había jugado antes en el club. Comenzó a jugar en su correspondiente grupo de año, pero como era mucho mejor que los demás, lo subimos de inmediato a la categoría Sub-6”.

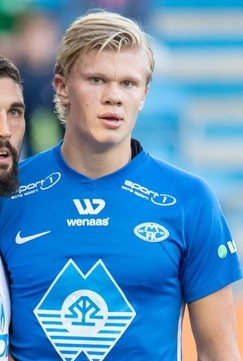
Haaland jugando para el Molde FK en 2018

Durante las temporadas 2015-16 jugó para el equipo reserva, el Bryne 2 donde anotó 18 goles en 14 partidos. En mayo de 2016, Gaute Larsen fue despedido como entrenador del Bryne y el entrenador juvenil Berntsen fue ascendido a entrenador interino. Habiendo trabajado de cerca con él en diferentes equipos juveniles, el entrenador interino le dio su primera oportunidad con el primer equipo a pesar de que tenía 15 años, tres meses antes de cumplir los 16. Su debut fue un partido de la 1.ª división contra el Ranheim el 12 de mayo de 2016.
Después de haber jugado como extremo, Berntsen lo puso como delantero después de algunos partidos. Aunque no logró anotar en su primera temporada en Bryne, el club alemán Hoffenheim le ofreció una prueba antes de finalmente mudarse al Molde FK para jugar con Ole Gunnar Solskjær. En total, participó en 16 encuentros con el Bryne.
El 1 de febrero de 2017 el Molde FK anunció su fichaje. Hizo su debut el 26 de abril de 2017 en el partido de la Copa de Noruega contra el Volda TI. Anotó su primer gol para el Molde en su debut en la victoria por 3-2 contra el Volda. Su debut en la liga se produjo el 4 de junio de 2017 cuando entró como suplente en el minuto 71 ante el Sarpsborg 08 y recibió una tarjeta amarilla después de 65 segundos en el campo. Haaland marcó el gol de la victoria en el minuto 77, un gol que fue su primero en la Eliteserien. Marcó su segundo gol de liga de la temporada el 17 de septiembre, el gol de la victoria contra el Viking FK por 3-2. Después del gol, recibió críticas de su compañero de equipo Björn Bergmann Sigurðarson por celebrarlo con la afición rival. Terminó su primera temporada en Molde con 4 goles en 20 apariciones.
El 1 de julio de 2018 anotó cuatro goles contra el SK Brann en los primeros 21 minutos del partido, lo que le aseguró a su equipo una victoria a domicilio por 4-0 sobre los líderes de la liga invictos en ese momento. El técnico del Molde FK, Ole Gunnar Solskjær, después del partido comparó el estilo de juego de Haaland con el de Romelu Lukaku y reveló que el club había rechazado varias ofertas por Haaland de diferentes clubes. En el siguiente partido, el 8 de julio, continuó su racha goleadora cuando anotó dos goles en la victoria por 5-1 contra el Vålerenga Fotball. Marcó en la victoria del Molde en la Liga Europa contra el Klubi Futbollit Laçi en la victoria por 3-0 el 26 de julio. Debido a un esguince de tobillo, no participó en los tres últimos partidos de liga de la temporada. Por sus actuaciones en la Eliteserien 2018, recibió el premio de la mejor aparición del año. Terminó la temporada 2018 como el máximo goleador del Molde con 16 goles en 30 partidos en todas las competiciones.
Phil Hay, de The Athletic, reveló que antes de su marcha al Red Bull Salzburgo, también tuvo una oferta del Leeds United Football Club, club inglés de la Championship. En aquel entonces, el jugador soñaba con llegar a la élite, fijándose en los referentes internacionales de la época, y en especial en Cristiano Ronaldo y Zlatan Ibrahimović, como manifestó años después:

“He visto muchos partidos cuando estaba en Molde, mi exclub en Noruega, y siguiendo la Champions League podías ver en la cara de Cristiano Ronaldo que decía: ‘hoy yo soy el hombre, hoy yo marcaré los goles’. Y eso es lo que hacía. Eso es lo que más me gustaba”.

### Irrupción internacional en Austria

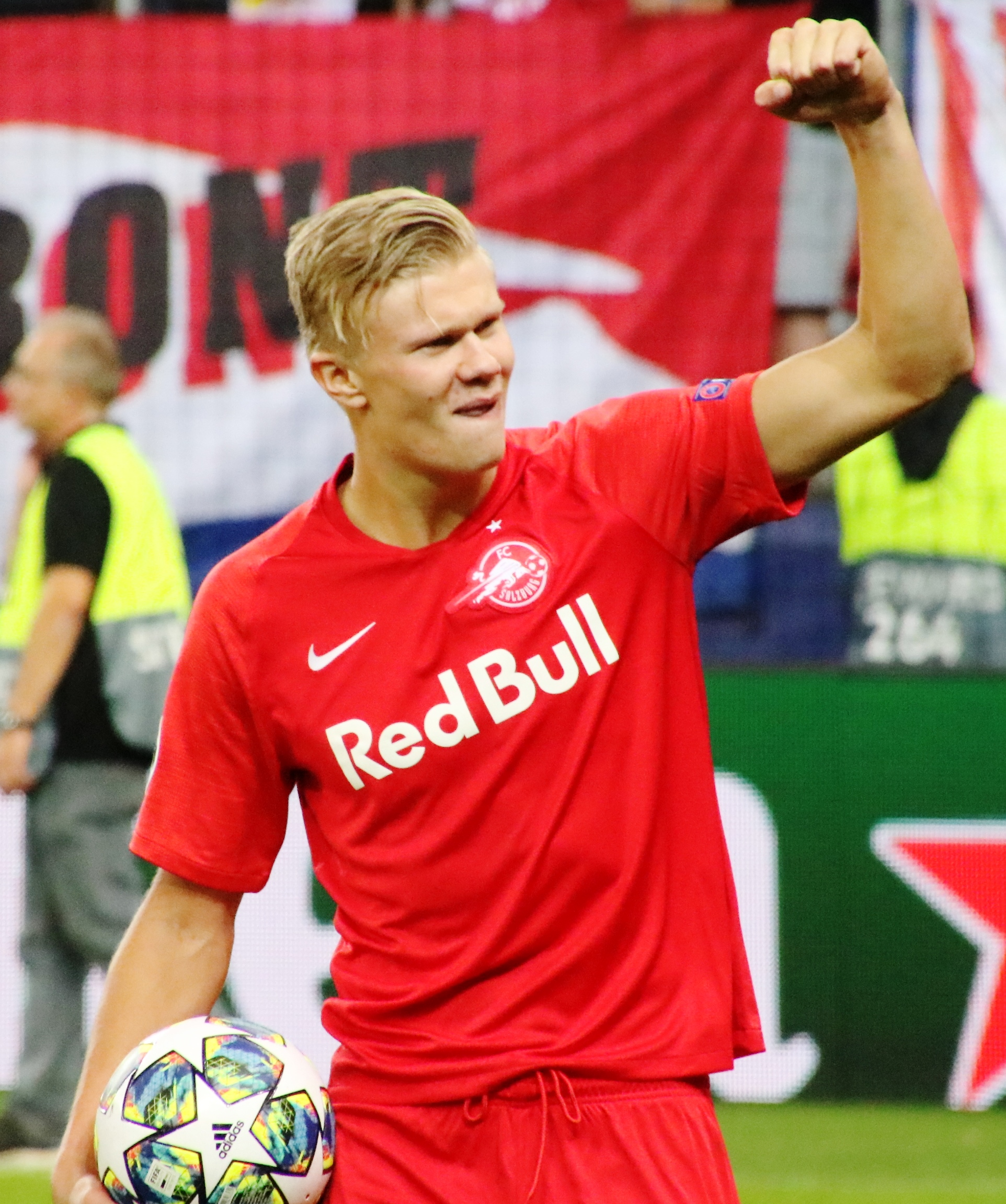
Haaland jugando para Red Bull Salzburgo en 2019

El 19 de agosto de 2018 el Red Bull Salzburgo anunció su fichaje por cinco años que sería efectivo a partir del 1 de enero.
Debutó con el club el 17 de febrero de 2019, los cuartos de final de la Copa de Austria 2018-19 contra el Sportclub Wiener Neustadt, y marcó su primer gol el 12 de mayo de 2019 en la victoria por 2-1 de la Bundesliga sobre el Linzer Athletik-Sport-Klub.
El 19 de julio de 2019 anotó su primer hat-trick para el club en la victoria por 7-1 en la Copa de Austria contra el SC-ESV Parndorf, y lo siguió el 10 de agosto con su primer triplete en la Bundesliga austriaca en una victoria por 5-2 contra el Wolfsberger Athletik Club. Anotó su tercer hat-trick con el Salzburgo el 14 de septiembre, en la victoria por 7-2 sobre el Turn-und Sportverein Hartberg, llevando su récord de temporada a 11 goles en liga en siete apariciones, y tres días después, consiguió otro triplete en su debut en la Liga de Campeones de la UEFA 2019-20 contra el Koninklijke Racing Club Genk en una victoria por 6-2, su cuarto para el club.
Pasó a convertirse en el segundo adolescente en la historia de la Liga de Campeones de la UEFA en marcar en cada una de sus tres primeras apariciones en la competición, después de Karim Benzema, con un gol contra el Liverpool F. C. y dos contra la Società Sportiva Calcio Napoli; sus seis goles marcaron un nuevo récord de más goles de un jugador en sus tres primeras apariciones en la competición. Posteriormente, marcó un gol al Napoli para ser el primer adolescente en marcar en sus primeros cuatro partidos de la competición, y el cuarto jugador de cualquier edad en lograrlo, tras Zé Carlos, Alessandro Del Piero y Diego Costa. El 27 de noviembre marcó otro gol contra el Genk para llegar a cinco partidos consecutivos, y se unió a Del Piero, Serhiy Rebrov, Neymar, Cristiano Ronaldo y Robert Lewandowski a los jugadores que lo habían logrado.

### Consagración en Dortmund
El 29 de diciembre de 2019 el Borussia Dortmund hizo oficial su fichaje a cambio de unos 20 millones de euros, firmando un contrato de cuatro años y medio.
Hizo su debut contra el Fußball-Club Augsburg el 18 de enero de 2020, tras ingresar como suplente en el minuto 56 y anotar un hat-trick en 23 minutos en la victoria por 5-3. Se convirtió en el segundo jugador en la historia del Dortmund en marcar tres goles en su debut en la Bundesliga, después de Pierre-Emerick Aubameyang. En la siguiente jornada contra el F. C. Colonia, entró de nuevo como suplente en el minuto 65. Anotó 12 minutos después, marcando otro de 10 minutos después, lo que ayudó a su equipo a ganar 5-1. Se convirtió en el primer jugador de la Bundesliga en marcar cinco goles en sus dos primeros partidos, así como en el jugador más rápido en alcanzar esa cifra (56 minutos) superando a Paco Alcácer. El 18 de febrero de 2020 anotó ambos goles en la victoria en casa por 2-1 sobre el Paris Saint-Germain en el partido de ida de los octavos de final de la Liga de Campeones.

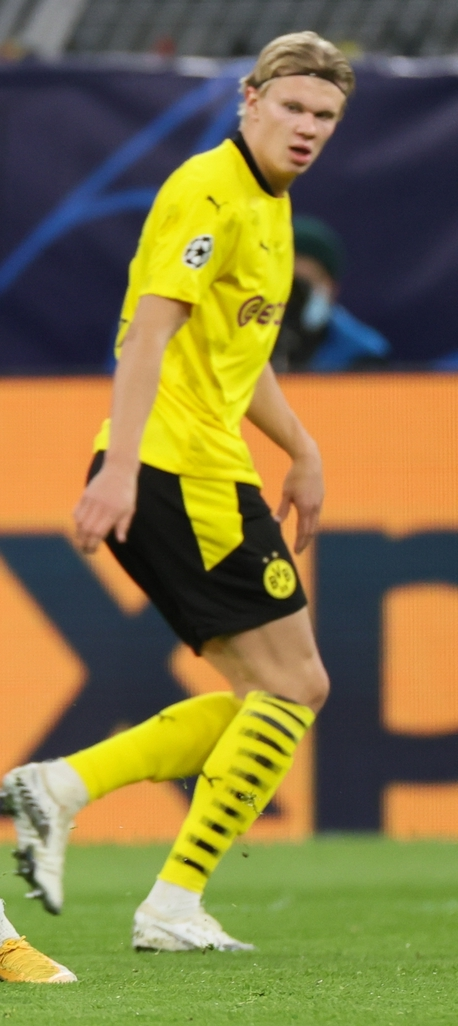
Haaland jugando por el Borussia Dortmund en 2020

El 16 de mayo, en el primer partido tras la pandemia del Coronavirus, marcó el primer tanto del encuentro ante el F. C. Schalke 04 (4-0) y alcanzó su décimo tanto en la competición doméstica. Fue su décimo gol en la Bundesliga. El 20 de junio de 2020 anotó dos goles en la victoria por 2-0 contra el R. B. Leipzig para asegurar un puesto para el Dortmund en la Liga de Campeones en la temporada siguiente.
El 19 de septiembre anotó un doblete en la victoria por 3-0 sobre el Borussia Mönchengladbach, en el primer partido de la temporada 2020-21 del Dortmund. Marcó el gol del empate de su equipo en la derrota por 2-3 en el Der Klassiker ante el Bayern de Múnich en la Supercopa de Alemania el 30 de septiembre, y volvió a anotar contra el Bayern cuando ambos equipos se enfrentaron en la liga el 7 de noviembre, y el Dortmund perdió 2-3 una vez más. El 21 de noviembre, el mismo día que se convirtió en el primer noruego en ganar el Golden Boy, anotó cuatro goles en 32 minutos, en una victoria a domicilio por 5-2 sobre el Hertha Berlín. Estos cinco goles en el mes de noviembre le sirvieron para ser coronado como el Jugador del Mes de la Bundesliga por segunda vez. Marcó un doblete en la victoria por 3-0 sobre el Club Brujas el 24 de noviembre, convirtiéndose en el jugador más rápido en alcanzar 15 (y luego 16) goles en la Liga de Campeones de la UEFA, con solo 12 apariciones en la competición. Horas antes del partido de la fase de grupos contra la S. S. Lazio el 2 de diciembre, el Borussia Dortmund anunció que había sufrido una lesión en el tendón de la corva, que lo mantendría fuera de acción hasta enero de 2021.
Regresó al equipo en su partido contra el VfL Wolfsburgo el 3 de enero de 2021. Marcó un doblete como visitante ante el Leipzig en la victoria por 3-1 el 9 de enero, y consiguió otros dos goles en la derrota por 2-4 del Dortmund ante el Borussia Mönchengladbach el 22 de enero. El 17 de febrero anotó dos goles y registró una asistencia en la victoria del Dortmund por 2-3 ante el Sevilla F. C. en el partido de ida de los octavos de final de la Liga de Campeones, lo que elevaba su cuenta general en la competición a 18 goles en 13 apariciones. En el encuentro de vuelta marcó otros dos tantos para certificar el pase a los cuartos de final, ronda en la que quedaron eliminados. A pesar de ello, fue el máximo goleador de la competición con 10 tantos.
El 13 de mayo anotó dos goles en la final de la Copa de Alemania ante el R. B. Leipzig que ayudaron al equipo a lograr el título. Dos semanas después, con la temporada ya finalizada, fue elegido mejor jugador de la 1. Bundesliga 2020-21 tras marcar 27 goles en los 28 partidos que disputó.

### Manchester City

#### 2022-23: La irrupción meteórica en la Premier League y competiciones europeas

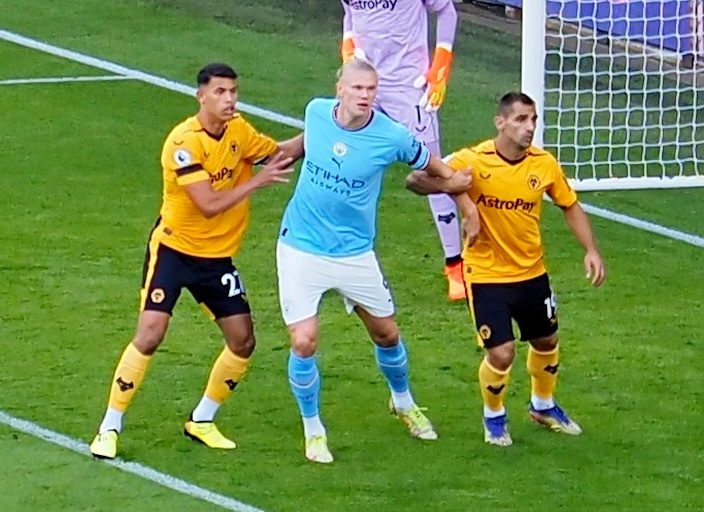
Haaland (centro) jugando para Manchester City en 2022

El 10 de mayo de 2022 el Manchester City F. C. anunció que había llegado a un principio de acuerdo con el Borussia Dortmund para su fichaje a partir del 1 de julio a falta de cerrar el contrato con el jugador. El 13 de junio se completó el traspaso y firmó por cinco años. Sus primeros dos goles con el equipo llegaron el 7 de agosto en su debut en la Premier League y sirvieron para ganar al West Ham United F. C. Acabó el mes logrando dos tripletes, siendo el jugador que menos partidos, cinco, había necesitado en conseguirlo.
El 6 de septiembre hizo su debut en la Liga de Campeones de la UEFA con el club, anotando dos goles contra el Sevilla F. C. y convirtiéndose en el primer jugador en marcar 25 goles en 20 apariciones en la competición. El 14 de septiembre convirtió un gol sobre su exequipo, el Borussia Dortmund, el cual no celebró, en la victoria del City por 2 goles a 1. El 2 de octubre se convirtió en el primer jugador en la historia de la Premier League en anotar un hat-trick en tres partidos consecutivos en casa en la victoria del City por 6-3 contra el Manchester United, en la que también consiguió dos asistencias a un Phil Foden que también anotó un hat-trick. También se convirtió en el jugador más rápido en la historia de la Premier League en anotar tres hat-tricks, haciéndolo en ocho partidos de liga y superando el récord anterior de 48 partidos de liga, establecido por Michael Owen quien lo hizo en el año 1998.
El 14 de marzo de 2023, durante el partido de vuelta de los octavos de final de la Liga de Campeones de la UEFA, anotó su primer repóker en una victoria sobre el RB Leipzig por 7 goles a 0, igualando el récord anterior de la misma competición, establecido por Lionel Messi cuando marcó la misma cantidad de tantos en el partido de los octavos de final sobre el Bayer Leverkusen en la temporada 2011-12. Cuatro días después marcó otro hat-trick, esta vez la FA Cup, que permitió ganar al Burnley F. C. por 6 goles a 0 en el partido de los cuartos de final y asegurar su pase a las semifinales de la competición.
Durante la temporada 2022-23 de la Premier League consiguió el récord de más goles en una misma temporada. El 3 de mayo de 2023, en el partido disputado en el Etihad Stadium que enfrentó al Manchester City F. C. contra el West Ham United F. C., consiguió su gol número 35, batiendo así la anterior marca de 34 goles de Andy Cole y Alan Shearer. Consiguió este logro en su partido número 33, quedando por disputar todavía cinco enfrentamientos. El récord anterior de Andy Cole y Alan Shearer se consiguió tras jugar las 42 jornadas de las que se componía la Premier League en esos años. Una semana después, fue nombrado Futbolista del Año de la FWA. Ganó por un margen récord, obteniendo el 82% de los votos por delante de Bukayo Saka y Martin Ødegaard del Arsenal y convirtiéndose en el cuarto jugador en reclamar el premio en su temporada de debut. En agosto, sus colegas lo eligieron como el Jugador del Año de la PFA. Ganó su primer trofeo con el Manchester City después de que se adjudicaran el título de la Premier League 2022-23 el 20 de mayo. Al asistir el gol de Phil Foden en un empate contra el Brighton & Hove Albion el 24 de mayo, alcanzó los 44 goles y asistencias combinados en la liga, igualando así el récord de Thierry Henry de mayor contribución total a goles en una temporada de 38 partidos de la Premier League. La temporada de debut de Haaland en Inglaterra le valió la Bota de Oro de la Premier League, después de terminar como el máximo goleador de la liga, y la Bota de Oro europea, que se otorga al máximo goleador nacional en Europa. Con 36 goles en 35 apariciones, estableció el nuevo récord de mayor número de goles marcados en una temporada de la Premier League.
Jugó la totalidad de la victoria del City en la final de la FA Cup sobre el Manchester United el 3 de junio, asegurando su segundo título con el club. Luego jugó otros 90 minutos en la final de la Liga de Campeones de la semana siguiente contra el Inter de Milán. A pesar de que tuvo dificultades para tener un gran impacto en el partido, el City ganaría 1-0 para obtener su primer título de la Liga de Campeones y lograr solo el segundo triplete continental de la historia de un equipo inglés. Con 12 goles, terminó como el máximo goleador de la temporada de la Liga de Campeones por segunda vez, uniéndose a Lionel Messi como los únicos jugadores en lograr esta hazaña dos veces antes de cumplir 23 años. Sería posteriormente nombrado Jugador del Año de la UEFA en agosto, por delante de Messi y su compañero de equipo en el Manchester City Kevin De Bruyne.

#### 2023-24: Imparable en la Premier League y Europa

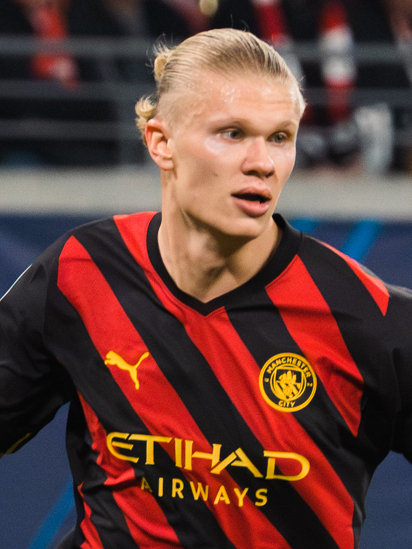
Erling Haaland continúa rompiendo récords en la Premier League y la Champions League durante la temporada 2023-2024.

El Manchester City comenzó su temporada 2023-24 en la Premier League el 11 de agosto, con Haaland anotando un doblete en la victoria a domicilio por 3-0 contra el recién ascendido Burnley. Apenas unos días después, ganaría su primer trofeo de la temporada tras la victoria del City sobre el Sevilla F. C., campeón de la Liga Europa de la UEFA, en la Supercopa de la UEFA; aunque no marcó durante el partido, sí convirtió el primer penalti en la tanda de penaltis tras el final del tiempo reglamentario. El 29 de agosto fue nombrado Jugador del Año de la PFA, tras haber sido incluido anteriormente en el Equipo del Año de la PFA de la Premier League.
Con sus primeros tres goles de la temporada, se convirtió en el jugador más rápido en alcanzar los 100 goles en las cinco mejores ligas de Europa, logrando la hazaña en solo 103 apariciones, superando el récord anterior de 100 goles en 133 apariciones establecido por Ronaldo Nazário.
Después de registrar un séptimo hat-trick de club más una asistencia contra Fulham el 2 de septiembre, se convirtió en el jugador más rápido en lograr 50 participaciones en goles de la Premier League; con solo 39 apariciones en la competencia, eclipsó el récord anterior de Andy Cole por cuatro partidos. El 25 de octubre anotó sus primeros dos goles de la temporada en la Liga de Campeones en una victoria por 3-1 ante Young Boys. Cuatro días después, registró dos goles y una asistencia en una victoria por 3-0 en el derbi sobre el Manchester United en Old Trafford. Al día siguiente, recibió el Trofeo Gerd Müller en la ceremonia de entrega de premios del Balón de Oro de 2023, que se otorga al jugador con más goles marcados para su club y su país en una sola temporada. El 25 de noviembre se convirtió en el jugador más rápido en marcar 50 goles en la Premier League en un empate 1-1 con el Liverpool; con solo 48 apariciones, superó cómodamente el récord anterior de 65 partidos de Andy Cole. Después de sufrir una lesión por estrés óseo en su pie a principios de diciembre, se perdería casi dos meses de acción, incluido el éxito del City en la Copa Mundial de Clubes de la FIFA 2023, y no volvería a la cancha hasta fines de enero de 2024.
El 20 de febrero de 2024 marcó el único gol de la victoria en casa sobre el Brentford, uniéndose a Harry Kane como los únicos jugadores que han marcado contra todos los equipos de la Premier League a los que se han enfrentado. Una semana después, anotó cinco goles en la victoria por 6-2 contra el Luton Town en la FA Cup, lo que marcó la segunda vez que logró tal hazaña para el club y se convirtió en el primer jugador en hacerlo dos veces. Además, igualó el récord de su club de más goles por parte de un individuo en un partido de la FA Cup, un récord que anteriormente ostentaba Frank Roberts en 1926 y Bobby Marshall en 1930. Además, el logro de Haaland marcó la primera instancia en la que un jugador anotó cinco goles en la competición desde George Best en 1970. El 4 de mayo anotó cuatro goles en la victoria por 5-1 sobre el Wolverhampton Wanderers, su primer triplete de liga del año y el tercero de la temporada en todas las competiciones.
Marcó los dos goles en la importante victoria del City por 2-0 en su visita al Tottenham Hotspur el 14 de mayo, lo que llevó a su equipo de nuevo a lo más alto de la tabla de la Premier League a falta de un partido para el final. Cinco días después, el City defendería con éxito su título tras una victoria por 3-1 contra el West Ham. Haaland también consiguió su segunda Bota de Oro consecutiva de la Premier League, con 27 goles en 31 partidos. Sin embargo, no pudo retener el título de la FA Cup, ya que no marcó en la derrota por 2-1 en la revancha final del City ante el Manchester United el 25 de mayo.

#### 2024-25: Rompiendo récords y extendiendo legado en el City
Tras no marcar en la victoria inaugural del City en la Community Shield de 2024 sobre el Manchester United, pero tras haber convertido con éxito su penalti en la tanda de penaltis, marcó el primer gol del club de la temporada de liga en la victoria por 2-0 ante el Chelsea el 18 de agosto de 2024, en lo que fue su aparición número 100 con el City. El 25 de agosto anotó su primer hat-trick de la temporada con la ayuda de un penalti en la victoria por 4-1 contra el recién ascendido Ipswich Town, su séptimo hat-trick en la Premier League. En el siguiente partido, el 31 de agosto, contra el West Ham United, registró otro hat-trick en una victoria a domicilio por 3-1, empatando a Harry Kane como el jugador en activo con más hat-tricks en la Premier League, con ocho. El hat-trick contra el West Ham también le permitió al Manchester City superar al Liverpool como el club con más hat-tricks en la Premier League. Los siete goles de Haaland después de tres partidos rompieron el récord de seis establecido por el exjugador del City Edin Džeko, para la mayor cantidad de goles en los primeros tres partidos de la Premier League de una temporada; también se convirtió en el primer jugador en anotar dos hat-tricks en los primeros tres partidos de liga de un equipo desde Paul Jewell del Bradford City en la temporada 1994-95.
El 14 de septiembre anotó otros dos goles en la victoria por 2-1 sobre el Brentford, eclipsando el récord de ocho goles de Wayne Rooney en los primeros cuatro partidos de una temporada de la Premier League logrado con el Manchester United en 2011-12, después de haber decidido jugar el día anterior tras la muerte de un amigo cercano de la familia. El 22 de septiembre, Haaland igualó el récord de Cristiano Ronaldo de alcanzar los 100 goles en todas las competiciones para un club en 105 apariciones en las cinco principales ligas de Europa, cuando anotó el primer gol en un empate 2-2 contra el Arsenal.
El 17 de enero de 2025 firmó una extensión de su contrato con el club hasta 2034, mientras que su acuerdo anterior expiraba en 2027. El acuerdo es el más largo en la Premier League, y se informó que ganaría £ 500 000 por semana con este nuevo acuerdo.
A pesar de ser su peor campaña goleadora desde la 2021-22, marcada por las lesiones, marcó 31 goles en todas las competiciones, incluido ocho en diez partidos de la Liga de Campeones, a pesar de estar dos meses de baja.
Erling Haaland anotó su gol número 300 de su carrera en el Mundial de Clubes el 26 de junio de 2025. Alcanzó el hito a los 7 minutos del segundo tiempo de la victoria por 5-2 del Manchester City sobre la Juventus en el Camping World Stadium en Orlando, marcando el tercer gol del equipo inglés en el partido.

## Selección nacional

### Categorías inferiores
Haaland participó en el Campeonato de Europa sub-19 de 2018, donde hizo un gol de penalti. Un año más tarde, durante el Mundial sub-20 de Polonia, saltó a la fama tras anotar nueve goles en la victoria ante Honduras por 12 a 0. Esos registros supusieron dos récords en la historia de la competición: el de más goles anotados por un jugador en un mismo partido y la victoria más amplia.

#### Participaciones en Copas del Mundo
| Mundial                     | Sede    | Resultado    | Partidos | Goles |
| --------------------------- | ------- | ------------ | -------- | ----- |
| Copa Mundial Sub-20 de 2019 | Polonia | Primera fase | 3        | 9     |

### Selección absoluta
El 5 de septiembre de 2019 debutó con la selección de Noruega en un encuentro de clasificación para la Eurocopa 2020 frente a Malta. El 11 de octubre de 2020, en su sexto partido con el combinado nacional, anotó su primer triplete en un partido de la Liga de Naciones de la UEFA 2020-21 ante Rumania que terminó con un resultado de 4-0.
El 10 de octubre de 2024 se convirtió en el máximo anotador histórico de la selección noruega al conseguir un doblete ante Eslovenia en la Liga de Naciones de la UEFA 2024-25, superando de esta forma la cifra establecida por Jørgen Juve por primera vez en 87 años. El 17 de noviembre registró su cuarto triplete internacional en la victoria por 5-0 contra Kazajistán, ayudando a Noruega a conseguir el ascenso a la Liga A de la Liga de Naciones por primera vez.

## Estadísticas

### Clubes
Actualizado al último partido disputado el 16 de agosto de 2025.
| Club                               | Temporada     | Div.          | Liga  | Liga  | Liga   | Copas nacionales | Copas nacionales | Copas nacionales | Torneos internacionales | Torneos internacionales | Torneos internacionales | Total | Total | Total  | Media goleadora |
| Club                               | Temporada     | Div.          | Part. | Goles | Asist. | Part.            | Goles            | Asist.           | Part.                   | Goles                   | Asist.                  | Part. | Goles | Asist. | Media goleadora |
| ---------------------------------- | ------------- | ------------- | ----- | ----- | ------ | ---------------- | ---------------- | ---------------- | ----------------------- | ----------------------- | ----------------------- | ----- | ----- | ------ | --------------- |
| Bryne F. K. · Noruega              | 2016          | 2.ª           | 16    | 0     | 0      | —                | —                | —                | —                       | —                       | —                       | 16    | 0     | 0      | 0               |
| Bryne F. K. · Noruega              | Total club    | Total club    | 16    | 0     | 0      | 0                | 0                | 0                | 0                       | 0                       | 0                       | 16    | 0     | 0      | 0               |
| Molde F. K. · Noruega              | 2017          | 1.ª           | 14    | 2     | 1      | 6                | 2                | 0                | —                       | —                       | —                       | 20    | 4     | 1      | 0.2             |
| Molde F. K. · Noruega              | 2018          | 1.ª           | 25    | 12    | 4      | —                | —                | —                | 5                       | 4                       | 1                       | 30    | 16    | 5      | 0.53            |
| Molde F. K. · Noruega              | Total club    | Total club    | 39    | 14    | 5      | 6                | 2                | 0                | 5                       | 4                       | 1                       | 50    | 20    | 6      | 0.4             |
| F. C. Red Bull Salzburgo · Austria | 2018-19       | 1.ª           | 2     | 1     | 0      | 2                | 0                | 0                | 1                       | 0                       | 0                       | 5     | 1     | 0      | 0.2             |
| F. C. Red Bull Salzburgo · Austria | 2019-20       | 1.ª           | 14    | 16    | 4      | 2                | 4                | 0                | 6                       | 8                       | 1                       | 22    | 28    | 5      | 1.27            |
| F. C. Red Bull Salzburgo · Austria | Total club    | Total club    | 16    | 17    | 4      | 4                | 4                | 0                | 7                       | 8                       | 1                       | 27    | 29    | 5      | 1.07            |
| Borussia Dortmund · Alemania       | 2019-20       | 1.ª           | 15    | 13    | 2      | 1                | 1                | 0                | 2                       | 2                       | 0                       | 18    | 16    | 2      | 0.89            |
| Borussia Dortmund · Alemania       | 2020-21       | 1.ª           | 28    | 27    | 6      | 5                | 4                | 2                | 8                       | 10                      | 2                       | 41    | 41    | 10     | 1               |
| Borussia Dortmund · Alemania       | 2021-22       | 1.ª           | 24    | 22    | 7      | 3                | 4                | 0                | 3                       | 3                       | 0                       | 30    | 29    | 7      | 0.97            |
| Borussia Dortmund · Alemania       | Total club    | Total club    | 67    | 62    | 15     | 9                | 9                | 2                | 13                      | 15                      | 2                       | 89    | 86    | 19     | 0.97            |
| Manchester City F. C. Inglaterra   | 2022-23       | 1.ª           | 35    | 36    | 8      | 7                | 4                | 0                | 11                      | 12                      | 1                       | 53    | 52    | 9      | 0.98            |
| Manchester City F. C. Inglaterra   | 2023-24       | 1.ª           | 31    | 27    | 5      | 4                | 5                | 0                | 10                      | 6                       | 1                       | 45    | 38    | 6      | 0.84            |
| Manchester City F. C. Inglaterra   | 2024-25       | 1.ª           | 31    | 22    | 3      | 4                | 1                | 1                | 13                      | 11                      | 1                       | 48    | 34    | 5      | 0.71            |
| Manchester City F. C. Inglaterra   | 2025-26       | 1.ª           | 1     | 2     | 0      | 0                | 0                | 0                | 0                       | 0                       | 0                       | 1     | 2     | 0      | 2               |
| Manchester City F. C. Inglaterra   | Total club    | Total club    | 98    | 87    | 16     | 15               | 10               | 1                | 34                      | 29                      | 3                       | 147   | 126   | 20     | 0.86            |
| Total carrera                      | Total carrera | Total carrera | 236   | 180   | 40     | 34               | 25               | 3                | 59                      | 56                      | 7                       | 329   | 261   | 50     | 0.79            |
| 1. 2. 3.                           |               |               |       |       |        |                  |                  |                  |                         |                         |                         |       |       |        |                 |

### Tripletes
| 1  | 27 de marzo de 2018      | Liebelt-Arena, Lippstadt   | Noruega sub-19 - Escocia sub-19     |       | 4 - 5                                            | Clasif. a Europeo Sub-19 2018 |
| 2  | 1 de julio de 2018       | Brann Stadion, Bergen      | SK Brann - Molde FK                 |       | 0 - 4                                            | Eliteserien 2018              |
| 3  | 30 de mayo de 2019       | Arena Lublin, Lublin       | Noruega sub-20 - Honduras sub-20    |       | 12 - 0                                           | Mundial Sub-20 de 2019        |
| 4  | 19 de julio de 2019      | Heideboden, Parndorf       | SC Parndorf 1919 - RB Salzburgo     |       | 1 - 7                                            | Copa de Austria 2019-20       |
| 5  | 10 de agosto de 2019     | Red Bull Arena, Salzburgo  | RB Salzburgo - Wolfsberger          | 5 - 2 | Bundesliga 2019-20                               |                               |
| 6  | 14 de septiembre de 2019 | Red Bull Arena, Salzburgo  | RB Salzburgo - TSV Hartberg         | 7 - 2 | Bundesliga 2019-20                               |                               |
| 7  | 17 de septiembre de 2019 | Red Bull Arena, Salzburgo  | RB Salzburgo - K. R. C. Genk        | 6 - 2 | Liga de Campeones 2019-20                        |                               |
| 8  | 10 de noviembre de 2019  | Lavanttal-Arena, Wolfsberg | Wolfsberger - Red Bull Salzburgo    | 0 - 3 | Bundesliga 2019-20                               |                               |
| 9  | 18 de enero de 2020      | SGL Arena, Augsburgo       | Augsburgo - Borussia Dortmund       | 3 - 5 | 1. Bundesliga 2019-20                            |                               |
| 10 | 11 de octubre de 2020    | Ullevaal Stadion, Oslo     | Noruega - Rumania                   | 4 - 0 | Liga B de la Liga de Naciones de la UEFA 2020-21 |                               |
| 11 | 21 de noviembre de 2020  | Estadio Olímpico, Berlín   | Hertha Berlín - Borussia Dortmund   |       | 2 - 5                                            | 1. Bundesliga 2020-21         |
| 12 | 7 de agosto de 2021      | BRITA-Arena, Wiesbaden     | Wehen Wiesbaden - Borussia Dortmund |       | 0 - 3                                            | Copa de Alemania 2021-22      |
| 13 | 7 de septiembre de 2021  | Ullevaal Stadion, Oslo     | Noruega - Gibraltar                 | 5 - 1 | Clasificación a Catar 2022                       |                               |
| 14 | 30 de abril de 2022      | Westfalenstadion, Dortmund | Borussia Dortmund - VfL Bochum      | 3 - 4 | 1. Bundesliga 2021-22                            |                               |
| 15 | 27 de agosto de 2022     | Etihad Stadium, Mánchester | Manchester City - Crystal Palace    | 4 - 2 | Premier League 2022-23                           |                               |
| 16 | 31 de agosto de 2022     | Etihad Stadium, Mánchester | Manchester City - Nottingham Forest | 6 - 0 | Premier League 2022-23                           |                               |
| 17 | 2 de octubre de 2022     | Etihad Stadium, Mánchester | Manchester City - Manchester United | 6 - 3 | Premier League 2022-23                           |                               |
| 18 | 22 de enero de 2023      | Etihad Stadium, Mánchester | Manchester City - Wolverhampton     | 3 - 0 | Premier League 2022-23                           |                               |
| 19 | 14 de marzo de 2023      | Etihad Stadium, Mánchester | Manchester City - RB Leipzig        |       | 7 - 0                                            | Liga de Campeones 2022-23     |
| 20 | 18 de marzo de 2023      | Etihad Stadium, Mánchester | Manchester City - Burnley           |       | 6 - 0                                            | FA Cup 2022-23                |
| 21 | 2 de septiembre de 2023  | Etihad Stadium, Mánchester | Manchester City - Fulham            | 5 - 1 | Premier League 2023-24                           |                               |
| 22 | 27 de febrero de 2024    | Kenilworth Road, Luton     | Luton Town - Manchester City        |       | 2 - 6                                            | FA Cup 2023-24                |
| 23 | 4 de mayo de 2024        | Etihad Stadium, Mánchester | Manchester City - Wolverhampton     |       | 5 - 1                                            | Premier League 2023-24        |
| 24 | 5 de junio de 2024       | Ullevaal Stadion, Oslo     | Noruega - Kosovo                    |       | 3 - 0                                            | Amistoso                      |
| 25 | 3 de agosto de 2024      | Ohio Stadium, Columbus     | Manchester City - Chelsea           | 4 - 2 | Amistoso                                         |                               |
| 26 | 24 de agosto de 2024     | Etihad Stadium, Mánchester | Manchester City - Ipswich Town      | 4 - 1 | Premier League 2024-25                           |                               |
| 27 | 31 de agosto de 2024     | London Stadium, Londres    | West Ham United - Manchester City   | 1 - 3 | Premier League 2024-25                           |                               |
| 28 | 17 de noviembre de 2024  | Ullevaal Stadion, Oslo     | Noruega - Kazajistán                | 5 - 0 | Liga de Naciones de la UEFA 2024-25              |                               |

### Selecciones
Actualizado al último partido disputado el 9 de junio de 2025.
| Selección      | Temporada      | Europeos | Europeos | Europeos | Mundiales | Mundiales | Mundiales | Amistosos | Amistosos | Amistosos | Total | Total | Total  | Media goleadora |
| Selección      | Temporada      | Part.    | Goles    | Asist.   | Part.     | Goles     | Asist.    | Part.     | Goles     | Asist.    | Part. | Goles | Asist. | Media goleadora |
| -------------- | -------------- | -------- | -------- | -------- | --------- | --------- | --------- | --------- | --------- | --------- | ----- | ----- | ------ | --------------- |
| Noruega        | 2019           | 2        | 0        | 0        | –         | –         | –         | –         | –         | –         | 2     | 0     | 0      | 0               |
| Noruega        | 2020           | 5        | 6        | 1        | –         | –         | –         | –         | –         | –         | 5     | 6     | 1      | 1.20            |
| Noruega        | 2021           | –        | –        | –        | 6         | 5         | 0         | 2         | 1         | 0         | 8     | 6     | 0      | 0.75            |
| Noruega        | 2022           | 6        | 6        | 0        | –         | –         | –         | 2         | 3         | 1         | 8     | 9     | 1      | 1.13            |
| Noruega        | 2023           | 5        | 6        | 0        | –         | –         | –         | 1         | 0         | 0         | 6     | 6     | 0      | 1               |
| Noruega        | 2024           | 6        | 7        | 1        | –         | –         | –         | 4         | 4         | 0         | 10    | 11    | 1      | 1.1             |
| Noruega        | 2025           | –        | –        | –        | 4         | 4         | 0         | –         | –         | –         | 4     | 4     | 0      | 1               |
| Total absoluta | Total absoluta | 24       | 25       | 2        | 10        | 9         | 0         | 9         | 8         | 1         | 43    | 42    | 3      | 0.98            |
| 1. 2.          |                |          |          |          |           |           |           |           |           |           |       |       |        |                 |

## Palmarés

### Títulos nacionales
| Título           | Club                  | País       | Año  |
| ---------------- | --------------------- | ---------- | ---- |
| Copa de Austria  | Red Bull Salzburgo    | Austria    | 2019 |
| Bundesliga       | Red Bull Salzburgo    | Austria    | 2019 |
| Copa de Austria  | Red Bull Salzburgo    | Austria    | 2020 |
| Bundesliga       | Red Bull Salzburgo    | Austria    | 2020 |
| Copa de Alemania | Borussia Dortmund     | Alemania   | 2021 |
| Premier League   | Manchester City F. C. | Inglaterra | 2023 |
| FA Cup           | Manchester City F. C. | Inglaterra | 2023 |
| Premier League   | Manchester City F. C. | Inglaterra | 2024 |
| Community Shield | Manchester City F. C. | Inglaterra | 2024 |

### Títulos internacionales
| Título                       | Club                  | Sede     | Año  |
| ---------------------------- | --------------------- | -------- | ---- |
| Liga de Campeones de la UEFA | Manchester City F. C. | Estambul | 2023 |
| Supercopa de Europa          | Manchester City F. C. | El Pireo | 2023 |

### Distinciones individuales
| Distinción                                                      | Año  |
| --------------------------------------------------------------- | ---- |
| Goleador de la Copa Mundial de Fútbol Sub-20                    | 2019 |
| Equipo del año en la Liga de Campeones de la UEFA               | 2020 |
| Premio Golden Boy                                               | 2020 |
| Mejor jugador de la Bundesliga                                  | 2021 |
| Máximo goleador de la Liga de Campeones de la UEFA (10 goles)   | 2021 |
| Mejor delantero de la Liga de Campeones de la UEFA              | 2021 |
| Incluido en el FIFA/FIFPro World XI                             | 2021 |
| Parte de los 100 mejores jugadores del mundo según The Guardian | 2022 |
| Jugador del Año de la Premier League                            | 2023 |
| Bota de Oro de la Premier League (36 goles)                     | 2023 |
| Bota de Oro                                                     | 2023 |
| Máximo goleador de la Liga de Campeones de la UEFA (12 goles)   | 2023 |
| Trofeo Gerd Müller                                              | 2023 |
| Premio GSA al mejor jugador del año                             | 2024 |
| Bota de Oro de la Premier League (27 goles)                     | 2024 |

## Vida personal
Haaland es hijo del exfutbolista noruego Alf-Inge Håland y de la exatleta de heptatlón femenino Gry Marita Braut. Sus primos Jonatan Braut Brunes y Albert Tjåland también son futbolistas profesionales.
Haaland es un practicante de la meditación.

## Patrocinios
Desde su adolescencia hasta de enero de 2022 estuvo patrocinado por la marca deportiva Nike. En marzo de 2023 volvió con la marca por diez años más, lo cual le dará soporte.